# Ga Phố Tráng
Ga Phố Tráng là một nhà ga xe lửa tại xã Lạng Giang, tỉnh Bắc Ninh. Nhà ga là một điểm của đường sắt Hà Nội - Đồng Đăng và nối với ga Bắc Giang với ga Kép.